# Rajko Đurić
Raјko Đurić (serbo cirillico : Рајко Ђурић) (Malo Orašje, 3 ottobre 1947 – Belgrado, 2 novembre 2020) è stato uno scrittore, poeta e politico serbo di nazionalità romanì, leader del partito Unione Rom di Serbia.

## Biografia
Đurić è nato il 3 ottobre 1947 a Malo Orašje, Smederevo, SR Serbia, SFR Jugoslavia. Đurić si laurea in lettere all'Università di Belgrado nel 1973 e lavora come caporedattore della sezione cultura del quotidiano Politika fino al 1981.
Sin dai suoi studi universitari, Đurić si interessa alla sua identità romanì, lavorando come consulente di cultura romanì per importanti registi cinematografici, tra cui Aleksandar Petrović per il film Ho incontrato anche zingari felici (Skupljaci perja) del 1967. Djurić è stato anche co-sceneggiatore del film Il tempo dei gitani (Dom za vešanje) di Emir Kusturica (1988).
Negli anni '80 inizia il suo impegno attivo nel movimento rom internazionale. Nel 1981 Đurić è eletto Segretario dell'Unione Internazionale Romaní, carica che ricopre fino al 1990, quando è eletto Presidente. Nello stesso periodo, nel 1986 consegue un dottorato in filosofia e sociologia con una tesi sulla cultura dei rom in Jugoslavia".
Nel 1991, allo scoppio delle guerre jugoslave, Đurić - pacifista - lascia Belgrado e trova rifugio a Berlino, grazie al sostegno di Günter Grass e di altri intellettuali della Neue Gesellschaft für Literatur. Djurić lavora come segretario generale del Centro Romanì dell'International PEN Club. Nonostante la distanza fisica, sente forte l'impotenza di fronte agli eventi bellici in Jugoslavia. Come persona non grata, gli è vietato il ritorno a Belgrado anche per il funerale di sua madre.
Nel 2002 gli è stato conferito il Premio Kurt Tucholsky del Centro PEN svedese per gli scrittori in esilio, che sono stati esiliati, perseguitati o minacciati. Nell'aprile del 2003 Đurić ha vinto il Roma Literary Award dell'Open Society Institute di Budapest.
Rientrato in Serbia dopo la caduta di Milosevic, nel 2004 Đurić è vicedirettore dell'agenzia di stampa Tanjug e si impegna anche in politica a difesa dei diritti della popolazione rom, venendo anche eletto in Parlamento nel 2007 per l'Unione Rom di Serbia, partito a sostegno del presidente Boris Tadić.
Alle Elezioni parlamentari in Serbia del 2007, Đurić ha presentato e guidato una lista di 249 candidati per l'Unione Rom di Serbia. Ha ottenuto 17.128 voti, pari allo 0,42% dei voti, che gli hanno permesso di essere eletto all'Assemblea nazionale della Serbia.
Alle elezioni presidenziali in Serbia del 2008, Rajko Đurić ha sostenuto la candidatura del presidente uscente Boris Tadić al primo turno del ballottaggio. Alle elezioni anticipate del 2008, Đurić era ancora una volta in testa alla lista dell'Unione Rom di Serbia, che comprendeva 200 candidati.
Nel 2011 ha co-fondato l'Accademia romanì delle arti e delle scienze a Belgrado, di cui è stato presidente fino alla sua morte.
Đurić è morto il 2 novembre 2020 a Belgrado all'età di 73 anni.

## Opere
Đurić ha scritto oltre 500 articoli e 34 libri. Le sue opere letterarie sono state tradotte in più di cinque lingue. La sua prima raccolta di poesie in lingua romanì, intitolata Rom rodel than tela o kham (Un rom cerca il suo posto nel sole) è stata pubblicata nel 1969. Ha pubblicato almeno una raccolta di poesie ogni decennio successivo. La sua poesia più citata e più tradotta è Bi kheresko, bi limoresko (Senza patria, senza tomba). Nel 2002 ha pubblicato in tedesco una monografia dallo stesso titolo sulla storia dei rom, con prefazione di Václav Havel, fornendo una panoramica della cultura rom in Europa.
Vi ha fatto seguito la monografia in serbo Seobe Roma - Krugovi pakla i venac sreće (La migrazione del popolo rom - Circoli dell'inferno e ghirlande di felicità), incentrata anche sulla cultura e la storia del popolo rom in vista di eventi reali in diversi stati. Il suo libro di maggior successo commerciale è stato la sua pubblicazione fotografica dal titolo Cigáni sveta (Zingari del mondo), del 1989, con Nebojša-Bato Tomašević e Dragoljub Zamurović, libro che è stato tradotto in inglese, tedesco, italiano e giapponese. È stato preceduto dalla pubblicazione riccamente illustrata sulla cultura dei Rom, Zigeuner - ein Volk aus Feuer und Wind (Zingari - Popolo del Fuoco e del Vento) del 1980, in cui si è concentrato soprattutto sulla varietà delle esistenze rom.
Scriveva di lui Peter Wagner sulla rivista accademica ceca Romano džaniben:

Rajko Djurić è sempre stato affascinato dalla forza che i rom in diversi paesi europei sono riusciti a mobilitare e spendere per mantenere e preservare la loro antica e distintiva cultura. Il suo scopo era quello di comunicare quel fascino alla società maggioritaria e quindi di creare una prospettiva alternativa sul popolo rom. Dai suoi articoli e libri ciò che emerge chiaramente è una costante enfasi sulla diversità della cultura e della vita rom, senza dimenticare la loro povertà e sofferenza. Dedica le sue riflessioni alle cause di quella situazione allarmante, ed è anche coinvolto nello sviluppo della letteratura, sia che si tratti di creazioni romanì originali o della raffigurazione di persone rom da parti di autori della società maggioritaria.

### Lista delle pubblicazioni
- Bi kheresko-Bi limoresko, 1975
- Purano svato o dur themestar, 1980
- A i U - A thai U, 1982
- Kultur der Roma und interkulturelle Beziehungen, 1988–1990
- Paradigmen in der Kultur der Roma, 1992
- Die Kultur der Roma und Sinti, 1993